# Paraformaldehyd
Paraformaldehyd (PFA) är en polymer av formaldehyd med en typisk polymerisationsgrad av 8–100 enheter och bildas spontant ur denna vid rumstemperatur.

## Egenskaper
Paraformaldehyd formeras långsamt i vattenformaldehydlösningar som en vit fällning, särskilt vid lagring i kyla. Formalin innehåller faktiskt väldigt lite monoformaldehyd; det mesta av det bildar korta kedjor av polyformaldehyd. En liten mängd metanol tillsätts ofta som en stabilisator för att begränsa omfattningen av polymerisationen.
Paraformaldehyd kan depolymeriseras till formaldehydgas genom torruppvärmning och då bilda en formaldehydlösning med vatten i närvaro av en bas eller värme. Den resulterande formaldehydgasen från torr värmning av paraformaldehyd är brandfarlig.

## Användning
När paraformaldehyd depolymeriseras, kan den resulterande formaldehyden användas som fumigant, desinfektionsmedel, fungicid och fixativ. Längre kedjor (hög molekylvikt) av polyoximetylener används som termoplast och är kända som polyoximetylenplast (POM, Delrin). Paraformaldehyd har också sedan lång tid använts i Sargentimetoden för tandrotbehandling med effektiv desinfektion och bevisat hög lyckandefrekvens.
Paraformaldehyd är inte en fixativ - det måste depolymeriseras till formaldehyd i lösning. I cellkulturer, skulle ett typiskt formaldehydfixeringsförfarande involvera användning av en 4-procentig formaldehydlösning i fosfatbuffrad saltlösning (PBS) på is under 10 minuter.